# 116P/Wild
La cometa Wild 4, formalmente 116P/Wild, è una cometa periodica appartenente alla famiglia delle comete gioviane. Scoperta il 21 gennaio 1990 a seguito della riscoperta avvenuta il 9 novembre 1994 ha ricevuto la numerazione definitiva.